# FK Chazar Lenkoran
FK Chazar Lenkoran är en azerbajdzjansk fotbollsklubb från staden Lenkoran. Säsongen 2006/07 vann klubben både azerbajdzjanska ligan och cupen.